# Desisa lunulata
Desisa lunulata är en skalbaggsart som först beskrevs av Francis Polkinghorne Pascoe 1885.  Desisa lunulata ingår i släktet Desisa och familjen långhorningar. Inga underarter finns listade i Catalogue of Life.